# Полія Валенберга
Полія Валенберга (Pohlia wahlenbergii) — вид мохів порядку головмохальних (Bryales).

## Поширення
Ареал охоплює такі частини світу: Європа, Північна Америка, Південна Америка, Азія, Австралія, Нова Зеландія.
Населяє порушений глинистий або рідше піщаний ґрунт, береги доріжок, уздовж струмків; від низьких до високих висот.

## Галерея

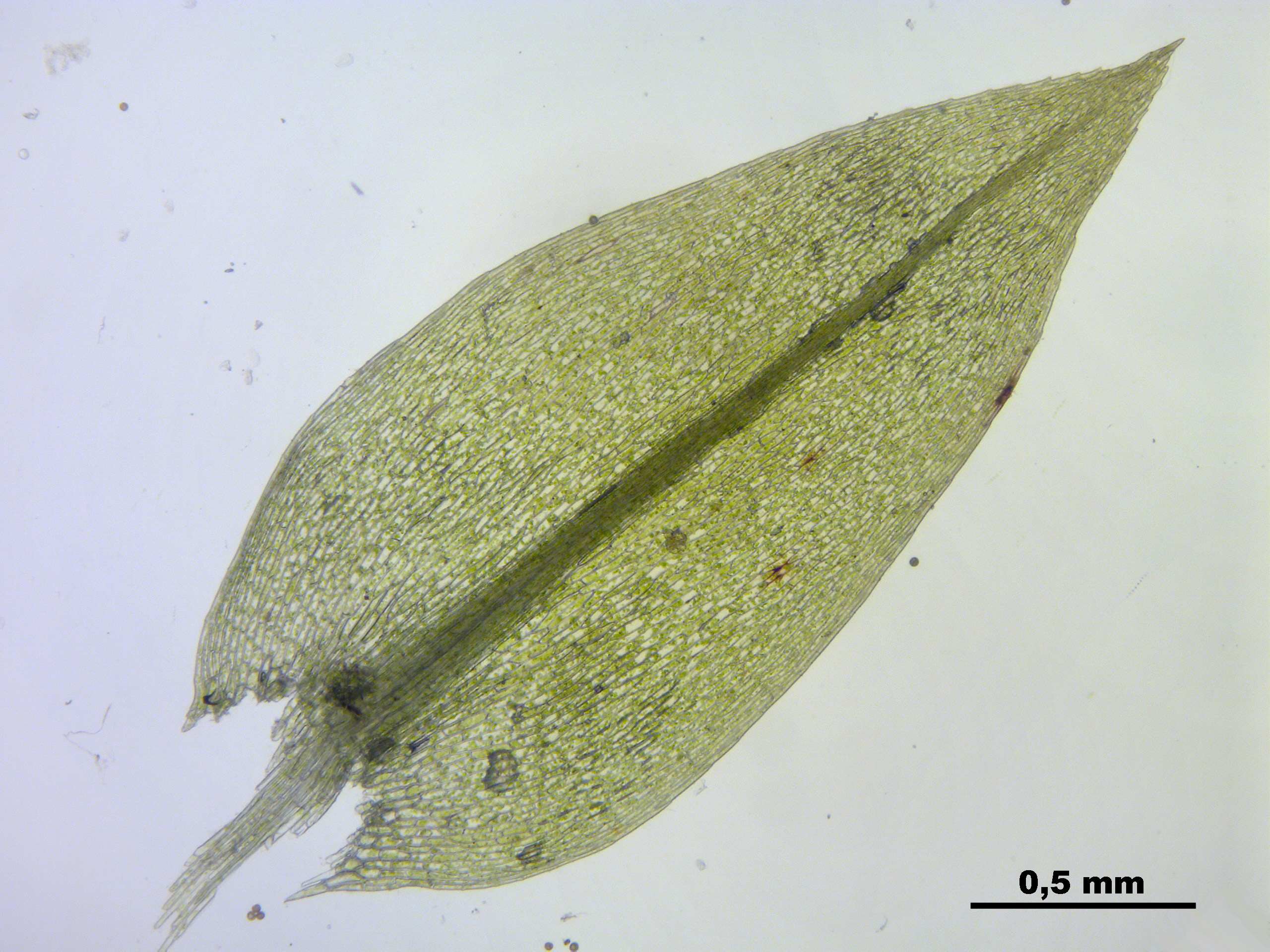
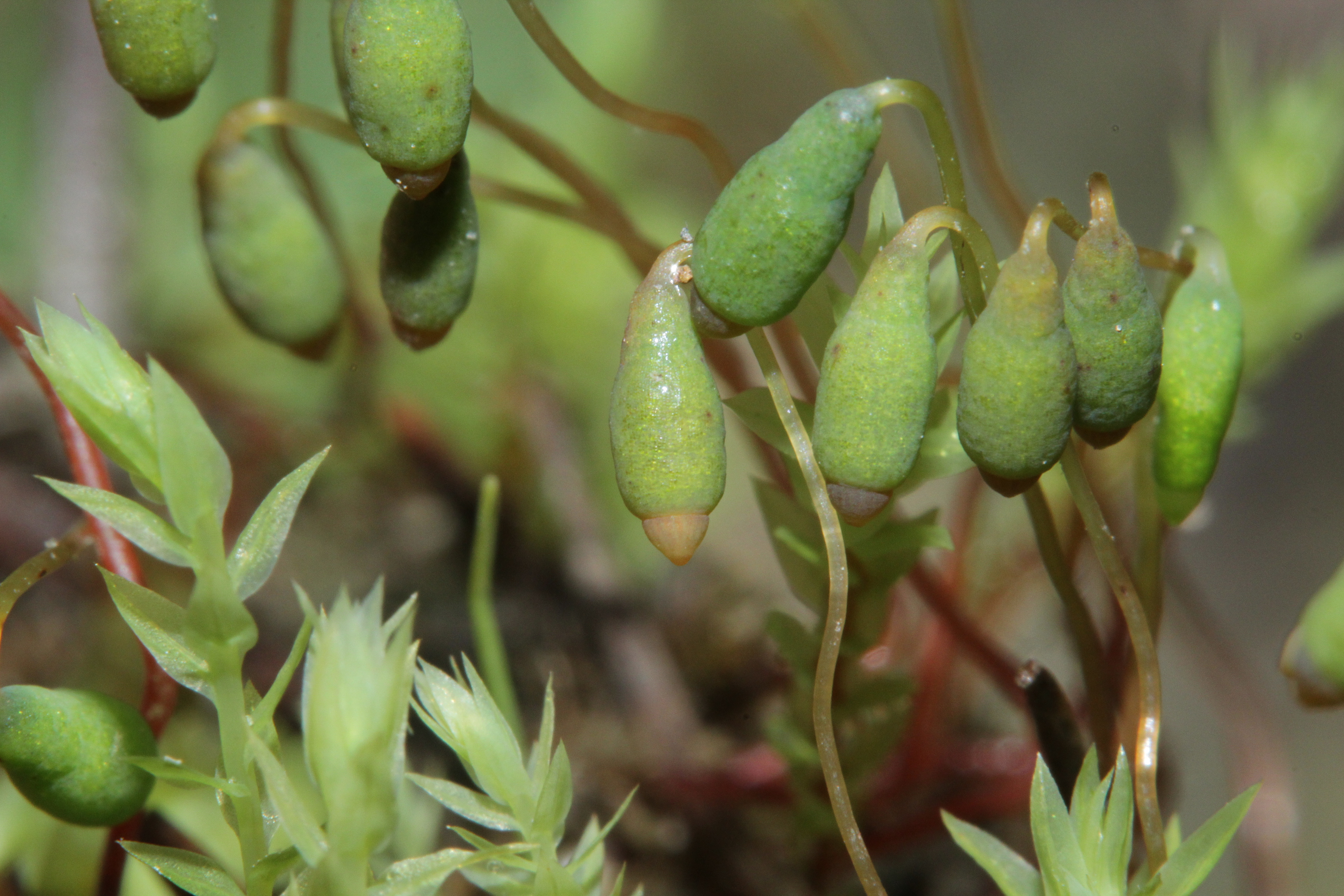
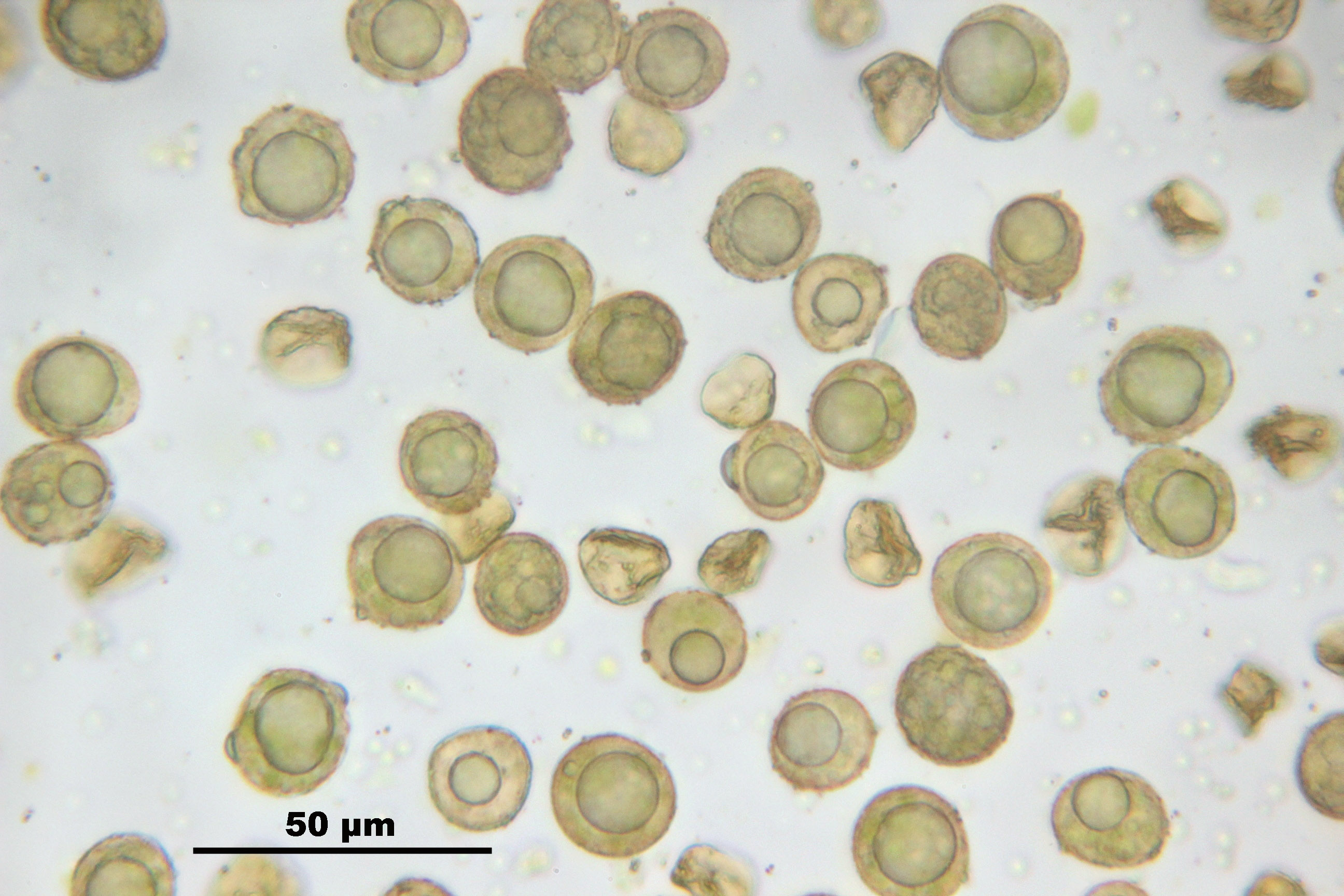

## Характеристика
Рослини від малих до дуже великих, білуваті або іноді у великих форм червонуваті, тьмяні. Стебла 0.8–10 см. Листки від слабко розпростертих до більш жорстко прямовисних, від ланцетних до яйцювато-ланцетних, 0.6–1.2 мм; краї від слабко до сильно зубчастих у дистальній 1/3. Спеціалізоване нестатеве розмноження відсутнє. Вид дводомний. Коробочкові ніжки оранжево-коричневі. Коробочка нахилена на ± 180°, від коричневого до червоно-коричневого кольору, від коротко-грушоподібної до урноподібної форми. Спори 15–21 мкм.